# Belén (dystrykt)
Belén – dystrykt (distrito) w środkowym Paragwaju, w departamencie Concepción o powierzchni 215 km². Jest najmniejszym z 6 dystryktów departamentu. W 2002 roku zamieszkany był przez 9112 osób. Miejscowość Belén jest jedynym ośrodkiem miejskim na obszarze dystryktu.

## Położenie
Graniczy z trzema dystryktami:
- Concepción na zachodzie i północy,
- Horqueta na północy i wschodzie,
- San Pedro del Ycuamandiyú na południu.

## Demografia
Tabela przedstawia zmiany liczby ludności od 1950 roku.
| Rok       | 1950 | 1962 | 1972 | 1982 | 1992   | 2002 |
| Populacja | 5850 | 8482 | 9484 | 9810 | 10 299 | 9112 |